# Thomas Noble (MP)
Thomas Noble (c. 1656 - 3 de maio de 1730) foi um político britânico.
Nascido por volta de 1698, Noble era o filho mais velho de Thomas Noble de Rearsby, um vereador de Leicester. Ele foi eleito membro conservador do Parlamento por Leicester numa eleição suplementar em 3 de fevereiro de 1719 e serviu até as eleições gerais de 1722. Ele não se candidatou ao parlamento novamente.
Noble casou-se duas vezes, primeiro com Mary Harvey antes de 1693, com quem teve um filho e uma filha. Em 13 de outubro de 1702 ele casou-se com Mary Keyt, filha de Sir William Keyt, 2.º Baronete e irmã do 3.º baronete. Do segundo casamento não houve filhos. Noble morreu em 3 de maio de 1730.